# العلاقات الأوزبكستانية السلوفينية
العلاقات الأوزبكستانية السلوفينية هي العلاقات الثنائية التي تجمع بين أوزبكستان وسلوفينيا.

## مقارنة بين البلدين
هذه مقارنة عامة ومرجعية للدولتين:
| وجه المقارنة                                              | أوزبكستان       | سلوفينيا                                                      |
| --------------------------------------------------------- | --------------- | ------------------------------------------------------------- |
| المساحة (كم2)                                             | 448.98 ألف      | 20.27 ألف                                                     |
| عدد السكان (نسمة)                                         | 32.39 مليون     | 2.07 مليون                                                    |
| الكثافة السكانية (ن./كم²)                                 | 72.14           | 102.12                                                        |
| العاصمة                                                   | طشقند           | ليوبليانا                                                     |
| اللغة الرسمية                                             | اللغة الأوزبكية | اللغة السلوفينية، اللغة الإيطالية، لغة مجرية                  |
| العملة                                                    | سوم أوزبكستاني  | يورو، تولار سلوفيني                                           |
| الناتج المحلي الإجمالي (بليون دولار)                      | 48.72 مليار     | 48.77 مليار                                                   |
| الناتج المحلي الإجمالي (تعادل القوة الشرائية) بليون دولار | 190.50 مليار    | 66.01 مليار                                                   |
| الناتج المحلي الإجمالي الاسمي للفرد دولار أمريكي          | 2.13 ألف        | 20.73 ألف                                                     |
| الناتج المحلي الإجمالي للفرد دولار أمريكي                 | 5.57 ألف        | 30.40 ألف                                                     |
| مؤشر التنمية البشرية                                      | 0.675           | 0.880                                                         |
| رمز المكالمات الدولي                                      | +998            | +386                                                          |
| رمز الإنترنت                                              | .uz             | .si                                                           |
| المنطقة الزمنية                                           | ت ع م+05:00     | توقيت وسط أوروبا، ت ع م+01:00، ت ع م+02:00، أوروبا/ليوبليانا ‏ |

## منظمات دولية مشتركة
يشترك البلدان في عضوية مجموعة من المنظمات الدولية، منها:
| علم المنظمة | اسم المنظمة                               | تاريخ انضمام أوزبكستان | تاريخ انضمام سلوفينيا |
| ----------- | ----------------------------------------- | ---------------------- | --------------------- |
|             | مؤسسة التنمية الدولية                     | 24 سبتمبر 1992         | 25 فبراير 1993        |
|             | يونسكو                                    | 26 أكتوبر 1993         | 27 مايو 1992          |
|             | وكالة ضمان الاستثمار متعدد الأطراف        | 4 نوفمبر 1993          | 19 مارس 1993          |
|             | الأمم المتحدة                             | 2 مارس 1992            | 22 مايو 1992          |
|             | الفريق المعني برصد الأرض                  | ?                      | ?                     |
|             | الاتحاد البريدي العالمي                   | ?                      | ?                     |
|             | البنك الدولي للإنشاء والتعمير             | 21 سبتمبر 1992         | 25 فبراير 1993        |
|             | الاتحاد الدولي للاتصالات                  | 10 يوليو 1992          | 16 يونيو 1992         |
|             | منظمة حظر الأسلحة الكيميائية              | ?                      | ?                     |
|             | مؤسسة التمويل الدولية                     | 30 سبتمبر 1993         | 25 فبراير 1993        |
|             | المركز الدولي لتسوية المنازعات الاستشارية | 25 أغسطس 1995          | 6 أبريل 1994          |
|             | منظمة الشرطة الجنائية الدولية             | ?                      | ?                     |
|             | منظمة الأمن والتعاون في أوروبا            | 30 يناير 1992          | 24 مارس 1992          |

## وصلات خارجية
- موقع وزارة الخارجية الأوزبكستانية
- موقع وزارة الخارجية السلوفينية